# Riksråd
Riksråd är i Skandinavien dels en titel på en kunglig rådgivare (rådsherre), dels på samlingen av dessa rådgivare. Ursprunget till riksrådet var att kungen, omgiven av stormän i sin närhet, naturligt inhämtade dessas råd och stöd vid beslut. 
Riksråd som ett konsilium kallades Rikets råd och utvecklades under 1200-talet. Där ingick biskoparna (ärkebiskopen var lagfäst som ledamot), stormän och lagmän (ofta samma personer). Rådet ansåg sig som medlare mellan kung och folk. Dessa kom med tiden att betraktas som en särskild korporation i riket.  
Detta lagfästes dock aldrig och riksrådet kom heller inte att bli ett eget stånd i riket, såsom föreslagits under konung Karl XI:s regeringstid (förkastat av ständerna den 7 december 1681.)
Riksrådinna var någon som var gift med eller änka till ett riksråd.